# امنون نتصر
اَمنون نِتصِر (نام هنگام تولد: ناصر سلوکی؛ ۱۳۱۳–۱۳۸۶) استاد ارشد دانشگاه عبری اورشلیم و پژوهشگر تاریخ، زبان و فرهنگ یهودیان ایران بود. وی همچنین از محققان و نویسندگان دانشنامه ایرانیکا بود.
امنون نتصر تحقیقات گسترده‌ای را در زمینه پیشینه یهودیان در ایران انجام داد و آثار با ارزش تاریخی را در این زمینه گردآوری کرد و نتیجه پژوهش‌های خود را به صورت ده‌ها کتاب و صدها مقاله به زبان‌های فارسی، عبری، انگلیسی، فرانسه و روسی انتشار داد.
کتاب‌های او در اروپا، ایالات متحده آمریکا، ایران، روسیه و اسرائیل به چاپ رسیده‌اند.

## تأسیس رادیو اسرائیل
امنون نتصر آغازگر و مؤسس بخش فارسی صدای اسرائیل به زبان فارسی بود. رادیو اسرائیل از سال ۱۹۵۸ میلادی، با پخش برنامه به سوی ایران با هدف تحکیم روابط نوین دو کشور اسرائیل و ایران و با مدیریت امنون نتصر آغاز به کار کرد. نتصر پنج سال در این رادیو فعالیت داشت و سپس برای ادامه تحصیلات به دانشگاه رفت.

## تحصیلات آکادمیک

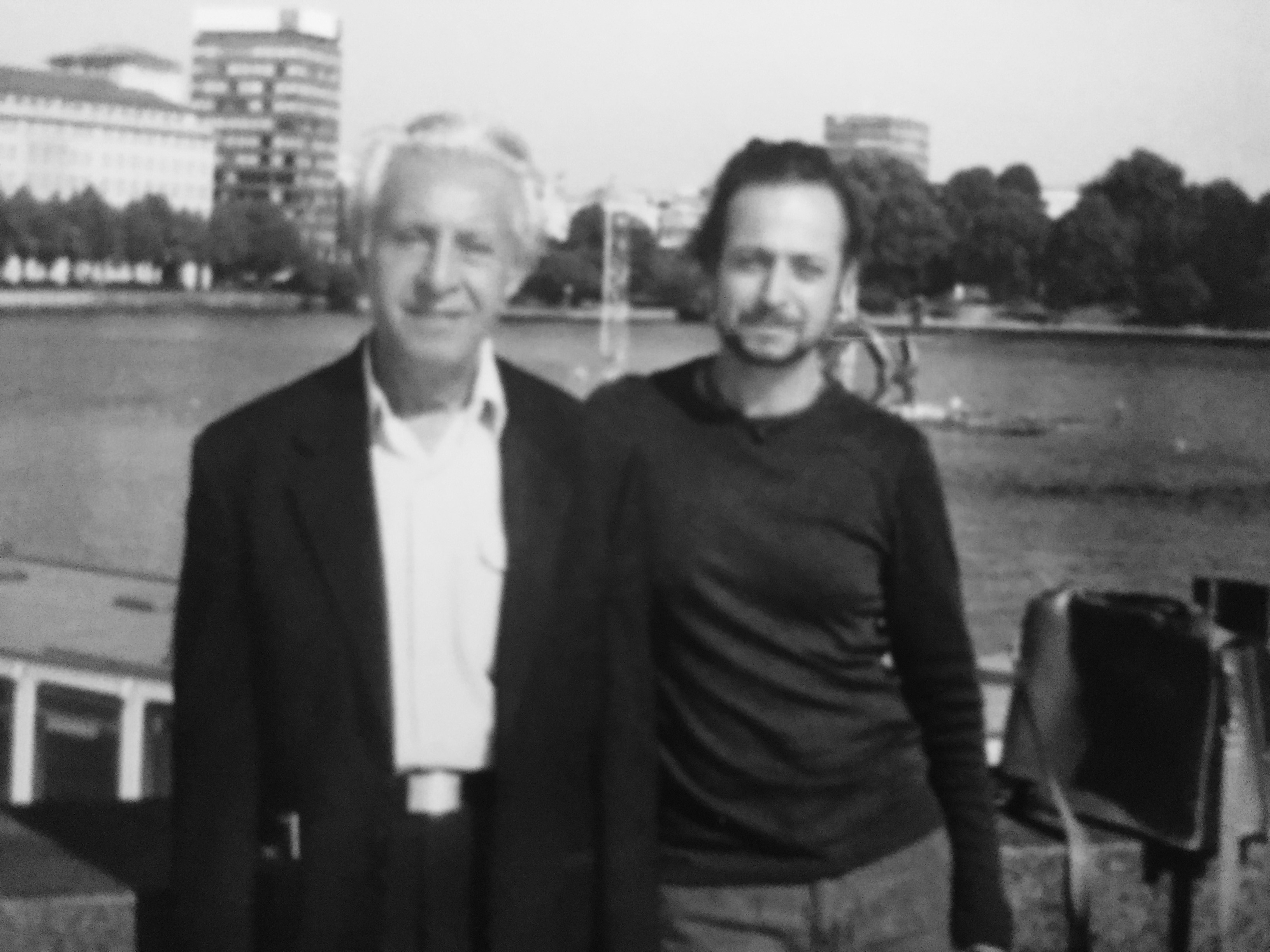

امنون نتصر تحصیلات دوره کارشناسی خود را در رشته «مطالعات خاورمیانه و امور بین‌الملل» در دانشگاه عبری اورشلیم به انجام رساند. وی کارشناسی ارشد خود را در زمینه «ایران‌شناسی و زبان‌های هند و اروپائی و زبان‌های سامی» گرفت و در همان رشته موفق به کسب درجه PhD (دکترا) از دانشگاه کلمبیا در سال ۱۹۶۹ شد.